# Tambakbulusan
Tambakbulusan is een bestuurslaag in het regentschap Demak van de provincie Midden-Java, Indonesië. Tambakbulusan telt 2189 inwoners (volkstelling 2010).